# Feketehalmy-Czeydner Ferenc
Vitéz Feketehalmy-Czeydner Ferenc (Piski, 1890. november 22. – Zsablya, 1946. november 5.) magyar katonatiszt (legmagasabb viselt magyar rendfokozata vezérezredes) harcolt az első és a második világháborúban. Az újvidéki vérengzés szervezője, majd önkéntes az SS-ben SS-Obergruppenführer rendfokozatban és a Szálasi-kormány alatt a honvédelmi miniszter helyettese volt. A második világháború után tevékenységei miatt elítélték és mint háborús bűnöst kivégezték.

## Élete a háborúig
Erdélyi szász családból származott, 1890-ben született Piskin. A középiskola elvégzése után a Mödlingi Katonai Akadémiát végezte el, ahol 1910-ben hadnaggyá avatták. 1912-ben az újonnan felállított honvéd tüzérséghez lépett át és Lugoson teljesített szolgálatot. Az első világháború kitörése után, előbb az orosz, majd később az olasz frontra került, ahol megsebesült. Felépülése után a honvéd vezérkarnál teljesített szolgálatot egészen a háború végéig. A háború után Szegeden és Aradon szolgált a Nemzeti Hadseregben. 1920-21-ben elvégezte a hadiakadémiát, ami után Miskolcra került beosztásba. 1925-ben őrnaggyá léptették elő, 1927-ben vezérkari alezredes, majd 1933-ban a légügyi hivatal főnöke lett, de Horthy Miklós kormányzó 1938-ban leváltotta. 1940 februárjától 1941 júliusáig az 1. hadsereg vezérkari főnöke volt. Vezetése idején gyakoriak voltak a román- és zsidóverések, így leváltották és a szegedi V. hadtest parancsnokává nevezték ki.

## A Délvidéki razzia
1941-ben Délvidék visszakerült Magyarországhoz, ahol nagy számban voltak olyan szerb lakosok, akik nem akarták elismerni a magyar fennhatóságot. Már a bácskai bevonuláskor kénytelen volt a magyar hadsereg harci cselekményekbe bonyolódni a lakossággal, később partizán tevékenység is kezdődött a területen, akik megfékezésére vitéz Szombathelyi Ferenc Feketehalmyt küldte ki.
Zsablya környékén súlyos partizánveszélyt jelentettek, tulajdonképpen ez indította el a délvidéki razziát. Mielőtt Feketehalmy a Bácskába érkezett volna, a magyar csendőrség Zsablya határában szétverte a „nagy partizán sereget” és körülbelül 80 szerb lakost őrizetbe vettek. Ezután végigjárta a bácskai községeket egészen Titelig. A látogatás során kiadta parancsba, hogy minden gyanús egyént „távolítsanak el”. A csendőrök engedelmeskedtek a parancsnak és a gyanús embereket kivitték a Duna partjára, ahol legéppuskázták őket. A legnagyobb ilyen vérengzés Csurogon volt, ahol 260 személyt gyilkoltak le. Ezután elhatározták, hogy a razziát kiterjesztik Újvidékre és környékére is. Január 19-én Feketahalmy magához hívatta a razzia katonai végrehajtóját, Grassy Józsefet, valamint Zöldy Márton csendőr hadnagyot, akiknek kijelentette, hogy nincs megelégedve az eredménnyel. Másnap, január 20-án megkezdődött az az eseménysorozat, mely „újvidéki vérengzés” néven vált hírhedtté. Ennek során a kutatások szerint 3808, többségében szerb, vagy zsidó származású személyt végeztek ki. Az újvidéki razzia az egész világ közvéleményében nagy felháborodást keltett. Kállay Miklós miniszterelnök és sokan mások közbenjárására a kormányzó vizsgálatot rendelt el Feketehalmy és társai ügyében. A vádlott felettese, Szombathelyi Ferenc nem tartotta vizsgálati fogságban őket mert, mint később elmondta, nem nézte ki egy katonából, hogy a felelősségre vonás elől megszökjön. Márpedig Feketehalmy és társai ezt tették, a Német Birodalomba menekültek és beálltak a szerveződő SS-be.

## Hátralevő élete
Szökése után önkéntesként tagja lett az SS-nek, és ott a valaha szolgált legmagasabb rangú külföldiként SS-Obergruppenführer rendfokozatot ért el. Közben kiderült, hogy gégerákja van. Bécsben megoperálták de nem gyógyult meg, állapota egyre romlott. A német megszállás után hazajött, majd a nyilas hatalomátvételt követően ő lett Beregfy Károly honvédelmi miniszter helyettese. Új pozíciójában első dolga volt azokat az embereket és családjaikat meghurcoltatni, akik az ellene folyó perben ellene voltak. Ezenkívül részt vett Bajcsy-Zsilinszky Endre, Kiss János és társaik perében, akik megpróbáltak ellenállást szervezni a német megszállók ellen. A vádlottakat halálra ítélték, a halálos ítéleteket Feketehalmy is aláírta.
Gégéjét közben újra megoperálták, melynek következtében örökre megnémult. A háború végén nyugatra menekült, ahol amerikai fogságba került, akik kiadták Magyarországnak. A népbíróság halálra ítélte, de nem végezték ki, hanem cinkostársaival együtt kiadták Jugoszláviának. Itt egy rövid per után újfent halálra ítélték és 1946. november 5-én, Zsablyán felakasztották.